# Mompha chrysargyrella
Mompha chrysargyrella é uma espécie de mariposa do gênero Mompha pertencente à família Coleophoridae.